# Palazzo Mellerio
Palazzo Mellerio è un edificio storico in stile neoclassico situato nel centro di Milano, in corso di Porta Romana n. 13.

## Storia e descrizione
L'aspetto del palazzo risale al 1750 quando Giambattista Mellerio acquistò, con il denaro ricavato da vari contratti con gli eserciti in causa nella guerra di successione spagnola, un fabbricato. Fu quindi chiamato in causa l'architetto Simone Cantoni che rifece completamente il palazzo.
Il palazzo è in forme neoclassiche, tuttavia l'aspetto ne fu molto criticato all'epoca della sua creazione poiché non in linea con il neoclassicismo più austero dell'epoca, al contrario influenzato secondo le critiche dell'epoca da un barocchetto ormai superato. Il palazzo, simmetrico rispetto al portone principale, presenta al pian terreno un bugnato liscio: ai lati del portale centrale nei piani superiori le uniche decorazioni sono dei bassorilievi sopra le finestre del primo piano, mentre quattro piccoli telamoni sorreggono il cornicione all'ultimo piano.
L'ingresso, che definisce la parte centrale del palazzo che si differenzia dalle due parti laterali, è compreso tra due colonne che sorreggono il balcone a sua volta sovrastato da un piccolo terrazzo delimitato da una balaustra con statue al posto dell'ultimo piano coperto. L'unica parte originale del palazzo è il cortile interno, curiosamente non allineato con la facciata, che dovette essere arretrata per allargare il corso di porta Romana come voluto dal Piermarini.